# 베일리주머니생쥐
베일리주머니생쥐(Chaetodipus baileyi)는 주머니생쥐과에 속하는 설치류의 일종이다. 멕시코의 바하칼리포르니아주와 소노라주, 시날로아주 그리고 미국의 애리조나주와 뉴멕시코주에서 발견된다.

## 특징
다 자란 베일리주머니생쥐의 몸길이는 176-240mm이고, 수컷이 암컷보다 크다. 수컷 몸무게는 평균 28.2g인 반면에 암컷은 평균 24.5g 정도이다.